# 阿帕奇貓
阿帕奇貓（英語：Apache Cat）是一隻已退役的澳洲出生的純種競賽馬匹。長相奇特，有一個大白鼻，競賽生涯中總共贏得六項一級賽。主要由白布朗策騎。其後在2009年改由岳禮華策騎。

## 成就
除了在2006年贏得澳洲堅尼後，2008年2月至5月阿帕奇貓曾連續贏得五項一級賽冠軍，平了澳洲紀錄，包括了閃電錦標、澳洲錦標、施密富錦標、東莽一萬錦標。

## 退役
阿帕奇貓於跑畢2009年香港短途錦標後退役。退役後，阿帕奇貓在澳洲墨爾本近郊外特為各地馬王而設的Living Legends牧場頤養天年。

## 外部連結
- 血統表 （页面存档备份，存于）